# Rotbauchiges Buschhörnchen

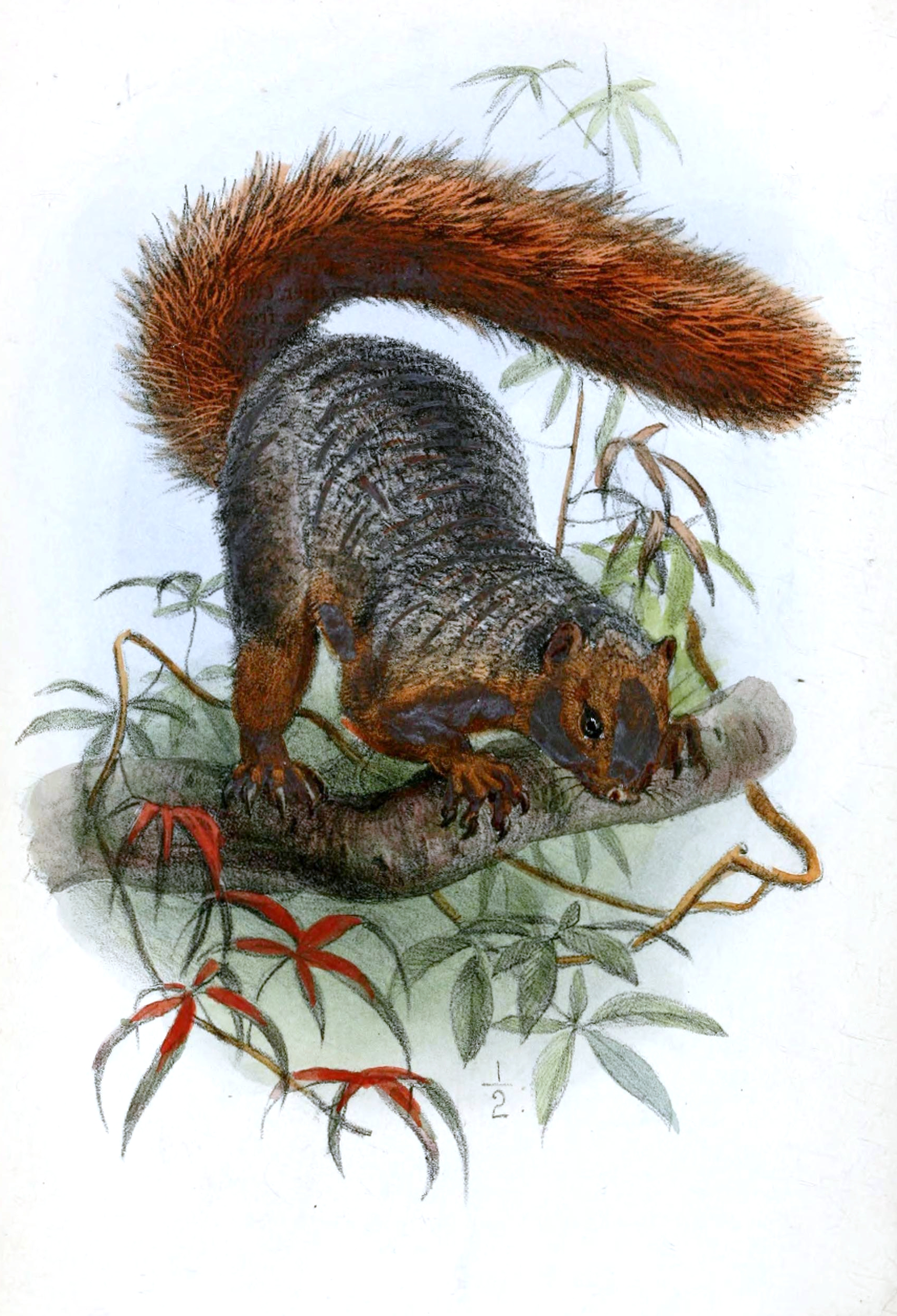
Darstellung von Sciurus ornatus = Paraxerus palliatus ornatus in den Proceedings of the Zoological Society of London, 1864

Das Rotbauchige Buschhörnchen (Paraxerus palliatus) ist eine Hörnchenart aus der Gattung der Afrikanischen Buschhörnchen (Paraxerus). Es kommt in den Küstenwaldgebieten Ostafrikas südlich der Sahara vom Süden von Somalia bis in den Norden von Südafrika vor.

## Merkmale
Das Rotbauchige Buschhörnchen erreicht eine durchschnittliche Kopf-Rumpf-Länge von 21,0 bis 23,0 Zentimetern, der Schwanz ist 19,5 bis 21,5 Zentimeter lang. Das Gewicht beträgt etwa 350 bis 400 Gramm. Die Hinterfußlänge beträgt 50 bis 52 Millimeter, die Ohrlänge 19 bis 22 Millimeter. Dabei können einige Unterarten vor allem in trockeneren Gebieten auch kleiner sein. Es handelt sich um ein mittelgroßes bis großes Hörnchen mit einem braunen bis grau-braunen Rückenfell und einer auffällig roten oder rötlichen bis gelblichen Bauchfärbung. Die Farbgebung und Intensität kann regional und je nach Unterart verschieden sein. Helle Seitenstreifen sind nicht vorhanden. Die Kopf-Oberseite ist gräulich braun, die Wangen sind rötlich. Die Beine und Füße sind ebenfalls rötlich, bei einigen Unterarten auch dunkler. Der Schwanz ist vergleichsweise lang mit einer Länge von etwa 90 Prozent der Kopf-Rumpf-Länge. Er ist buschig und an der Basis gräulich-braun, in den hinteren zwei Dritteln ist er in der Regel kräftig hellrot gefärbt. Die Weibchen haben drei paarige Zitzen (0+1+1+1=6).
| 1 | · | 0 | · | 2 | · | 3 | = 22 |
| 1 | · | 0 | · | 1 | · | 3 | = 22 |

Der Schädel hat eine Gesamtlänge von 49,0 bis 52,0 Millimetern und eine Breite von 28,0 bis 31,0 Millimetern. Wie alle Arten der Gattung besitzt die Art im Oberkiefer pro Hälfte einen zu einem Nagezahn ausgebildeten Schneidezahn (Incisivus), dem eine Zahnlücke (Diastema) folgt. Hierauf folgen zwei Prämolare und drei Molare. Die Zähne im Unterkiefer entsprechen denen im Oberkiefer, allerdings nur mit einem Prämolaren. Insgesamt verfügen die Tiere damit über ein Gebiss aus 22 Zähnen. Die Zahnreihe der Mahlzähne vom ersten Prämolar bis zum dritten Molar beträgt 9,3 bis 9,9 Millimeter. Der knöcherne Gaumen endet am Vorderrand der letzten Molaren.
Das Rotbauchige Buschhörnchen ähnelt anderen Afrikanischen Buschhörnchen und unterscheidet sich von diesen vor allem durch die hellrote Bauchfarbe. Vom Vincent-Hörnchen (Paraxerus vincenti ) ist es kaum zu unterscheiden, dieses kommt jedoch nur in einem abgegrenzten Gebiet am Monte Namuli in Mosambik vor.

## Verbreitung
Das Rotbauchige Buschhörnchen kommt in den Küstenwaldgebieten Ostafrikas südlich der Sahara vom Süden von Somalia bis in den Norden von Südafrika vor. Das Verbreitungsgebiet reicht über den Osten von Kenia, Tansania mit den Inseln Sansibar und Mafia, Malawi, Mosambik und Simbabwe; in Südafrika kommen die Tiere in der Provinz KwaZulu-Natal vor. In einigen Gebieten dringen die Tiere entlang der Flüsse auch weiter in das Inland vor, unter anderem entlang des Tana in Kenia und des Ruaha in Tansania.

## Lebensweise
Das Rotbauchige Buschhörnchen lebt in verschiedenen Lebensräumen der trockenen bis feuchten Wälder der ostafrikanischen Küstenzone. Es bevorzugt dichte Gehölzbestände (Dickichte), in Mosambik und Südafrika zudem Dünenwälder und immergrüne Feuchtwaldgebiete bis in Höhen von 2000 Metern.
Die Tiere sind tagaktiv und wie andere Buschhörnchen baumlebend, wobei sie jedoch auch gelegentlich am Boden nach Nahrung suchen. Sie legen ihre Nester in den Bäumen, vor allem in Baumhöhlen der Baobab- und Kigelia-Bäume an. Wie andere Arten der Gattung sind sie omnivor, und sie suchen ihre Nahrung am Boden und in den Bäumen, wo sie sich schnell entlang der Äste und Stämme bewegen. Die Nahrung besteht hauptsächlich aus Samen, Früchten und Nüssen sowie Insekten und anderen wirbellosen Tieren. Sie legen Lager aus Samen an, horten jedoch in der Regel keine großen Nahrungsmengen. Prinzipiell trinken sie Wasser, sind davon jedoch nicht abhängig und können die benötigte Flüssigkeit aus der Nahrung decken. Die Tiere leben in der Regel als Paare oder als Einzelgänger, manchmal bilden sie jedoch auch Nestgruppen von drei bis vier Tieren. Der Aktivitätsraum ist abhängig vom Lebensraum und vom Geschlecht; im immergrünen Regenwald wurden für Männchen durchschnittliche Territorien von etwa 3,2 Hektar und für Weibchen von 2,2 Hektar bestimmt, in Küstenwäldern und Dickichten betrug die durchschnittliche Fläche bei den Männchen 4,2 Hektar und bei den Weibchen 0,8 Hektar. Sie kommunizieren über Rufe, Geruchsmale durch Urin- und Analmarken sowie optische Signale miteinander. Bei letzteren spielt vor allem der helle Schwanz eine zentrale Rolle, der ruckartig bewegt wird. Als akustische Signale werden verschiedene Knurr-, Grunz-, Klick-, Zwitscher- und andere Rufe genutzt.
Das Paarungsverhalten wird durch die Verfolgung der Weibchen durch paarungswillige Männchen eingeleitet, die dies durch Murmellaute signalisieren. Dadurch wird wahrscheinlich zudem der Eisprung stimuliert. Die Tragzeit beträgt 60 bis 65 Tage. Sie bekommen wahrscheinlich nur einen Wurf pro Jahr, der aus einem bis zwei Jungtieren mit einem Gewicht von 13 bis 14 Gramm besteht; in Gefangenschaft sind mehrere Würfe möglich. Die Weibchen legen für ihren Wurf Nester aus Blättern in Baumhöhlen an und halten diese sauber. Die Jungtiere öffnen die Augen nach sieben bis zehn Tagen, sie verlassen das Nest erstmals nach etwa 18 Tagen und werden nach etwa 40 Tagen von der Mutter entwöhnt.
Zu den Fressfeinden der Art gehören wahrscheinlich vor allem Greifvögel, Schlangen und Schleichkatzen. Dabei werden Jungtiere eher von baumlebenden Schlangen und Schleichkatzen erbeutet, ausgewachsene Tiere eher von Greifvögeln.

## Systematik

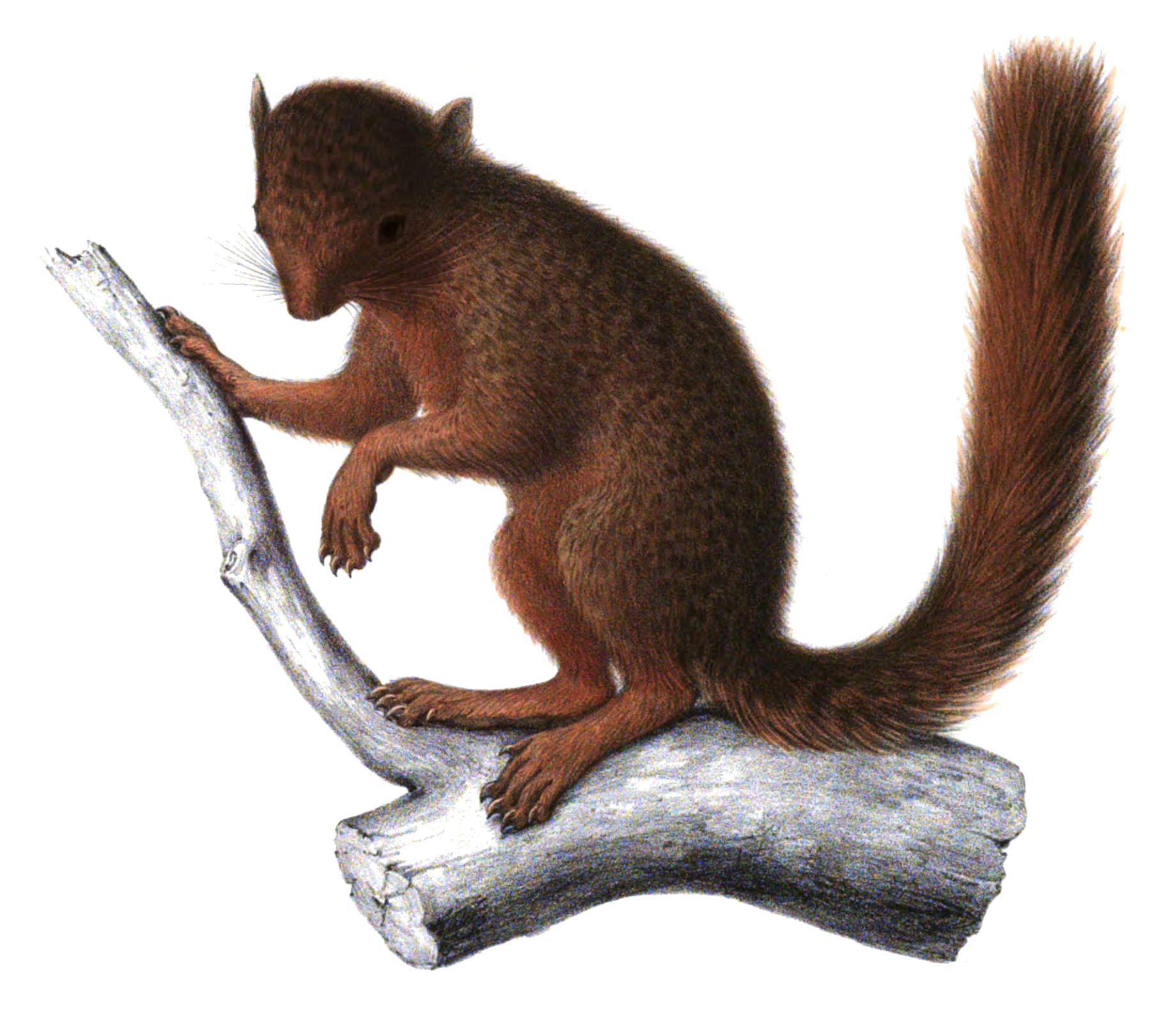
Das Rotbauchige Buschhörnchen aus Wilhelm Peters’ Reisebeschreibung von 1852

Das Rotbauchige Buschhörnchen wird als eigenständige Art innerhalb der Gattung der Afrikanischen Buschhörnchen (Paraxerus) eingeordnet, die aus elf Arten besteht. Die wissenschaftliche Erstbeschreibung stammt von dem deutschen Zoologen und Naturforscher Wilhelm Peters aus dem Jahr 1852, der die Art anhand eines trächtigen Weibchens vom Festland von Mosambik nahe der Ilha de Moçambique als Sciurus palliatus beschrieb. Eine weitaus umfangreichere Beschreibung legte Peters im gleichen Jahr in seinem Reisebericht Naturwissenschaftliche Reise nach Mossambique vor.
Innerhalb der Art werden mit der Nominatform sechs bis sieben Unterarten unterschieden:
- Paraxerus palliatus palliatus: Nominatform; kommt an der Küste von Tansania und im nördlichen Mosambik vor. Die Nominatform besitzt rötlich-braune Füße.
- Paraxerus palliatus frerei: auf den Inseln Mafia und Sansibar vor der Küste Tansanias, die Unterart hat schwarze Füße.
- Paraxerus palliatus ornatus: im Ngoye-Wald im Distrikt Eshowe im nördlichen Südafrika. Die Unterart ist groß und das Rückenfell ist sandfarben-meliert braun-schwarz gefärbt, die Bauchseite ist rotbraun-orange. Der Schwanz ist dunkelbraun bis schwarz mit orangefarbener Einwaschung.
- Paraxerus palliatus sponsus: an der Ostküste von Mosambik, südlich des Save. Die Unterart entspricht der Nominatform.
- Paraxerus palliatus swynnertoni: im Chirinda-Wald im östlichen Simbabwe. Die Form besitzt eine zimtfarben-rotbraune Bauch- und Wangenfärbung, die Rückenfärbung und das Gesicht sind gräulich-schwarz und sandfarben. Im Vergleich zur Nominatform und Paraxerus palliatus ornatus ist diese Unterart kleiner.
- Paraxerus palliatus tanae: im südlichen Somalia über das östliche Kenia bis zum Pangani im nordöstlichen Tansania. Der Schwanz dieser Unterart ist vollständig rotbraun-orange gefärbt.

In dem Werk Mammals of Africa von 2013 sowie in Mammal Species of the World von 2005 wurde mit Paraxerus palliatus bridgemani eine weitere Unterart beschrieben und als potenziell eigene Art benannt, in älteren Quellen werden sogar bis zu 11 Unterarten anerkannt. Das ehemals ebenfalls als Unterart betrachtete Vincent-Hörnchen (Paraxerus vincenti) wird heute als eigenständige Art akzeptiert.

## Status, Bedrohung und Schutz
Das Rotbauchige Buschhörnchen wird von der International Union for Conservation of Nature and Natural Resources (IUCN) als nicht gefährdet (least concern) eingestuft. Begründet wird dies durch das große Verbreitungsgebiet der Art, ihre gute Anpassungsfähigkeit an verschiedene Habitate und Lebensraumveränderungen sowie die angenommen hohen Bestandszahlen. Potenziell bestandsgefährdende Risiken sind aktuell nicht bekannt, obwohl ein großer Teil der Küstenwälder in den letzten Jahrzehnten abgeholzt oder verändert wurde.

## Belege
1. 1 2 3 4 5 6 7 8 9 10 11 12 13 14 15 16 17  Richard W. Thorington Jr., Lindsay A. Pappas, Chad E. Shennum: Paraxerus palliatus, Red Bush Squirrel. In: Jonathan Kingdon, David Happold, Michael Hoffmann, Thomas Butynski, Meredith Happold und Jan Kalina (Hrsg.): Mammals of Africa Volume III. Rodents, Hares and Rabbits. Bloomsbury, London 2013, S. 84–85; ISBN 978-1-4081-2253-2.
2. 1 2 3 4 5 6 7  Richard W. Thorington Jr., John L. Koprowski, Michael A. Steele: Squirrels of the World. Johns Hopkins University Press, Baltimore MD 2012; S. 242–244. ISBN 978-1-4214-0469-1
3. ↑  Peter Grubb: Genus Paraxerus, Bush Squirrels. In: Jonathan Kingdon, David Happold, Michael Hoffmann, Thomas Butynski, Meredith Happold und Jan Kalina (Hrsg.): Mammals of Africa Volume III. Rodents, Hares and Rabbits. Bloomsbury, London 2013, S. 72–74; ISBN 978-1-4081-2253-2.
4. 1 2  Paraxerus palliatus in der Roten Liste gefährdeter Arten der IUCN 2016-1. Eingestellt von: P. Grubb, 2008. Abgerufen am 4. September 2016.
5. 1 2 3  Paraxerus palliatus. In: Don E. Wilson, DeeAnn M. Reeder (Hrsg.): Mammal Species of the World. A taxonomic and geographic Reference. 2 Bände. 3. Auflage. Johns Hopkins University Press, Baltimore MD 2005, ISBN 0-8018-8221-4.
6. ↑  Wilhelm Peters: Einige neue Säugethiere und Flussfische aus Mosambique. Bericht über die zur Bekanntmachung geeigneten Verhandlungen der Konigl. Preuss. Akademie der Wissenschaften zu Berlin 1852, S. 273–276 ()
7. ↑  Wilhelm Peters: Naturwissenschaftliche Reise nach Mossambique: auf Befehl seiner Majestät des Königs Friedrich Wilhelm IV in den Jahren 1842 bis 1848 ausgeführt. Berlin, 1852, S. 1–205 (S. 134–136) ()